# 1917 a filmművészetben

## Események

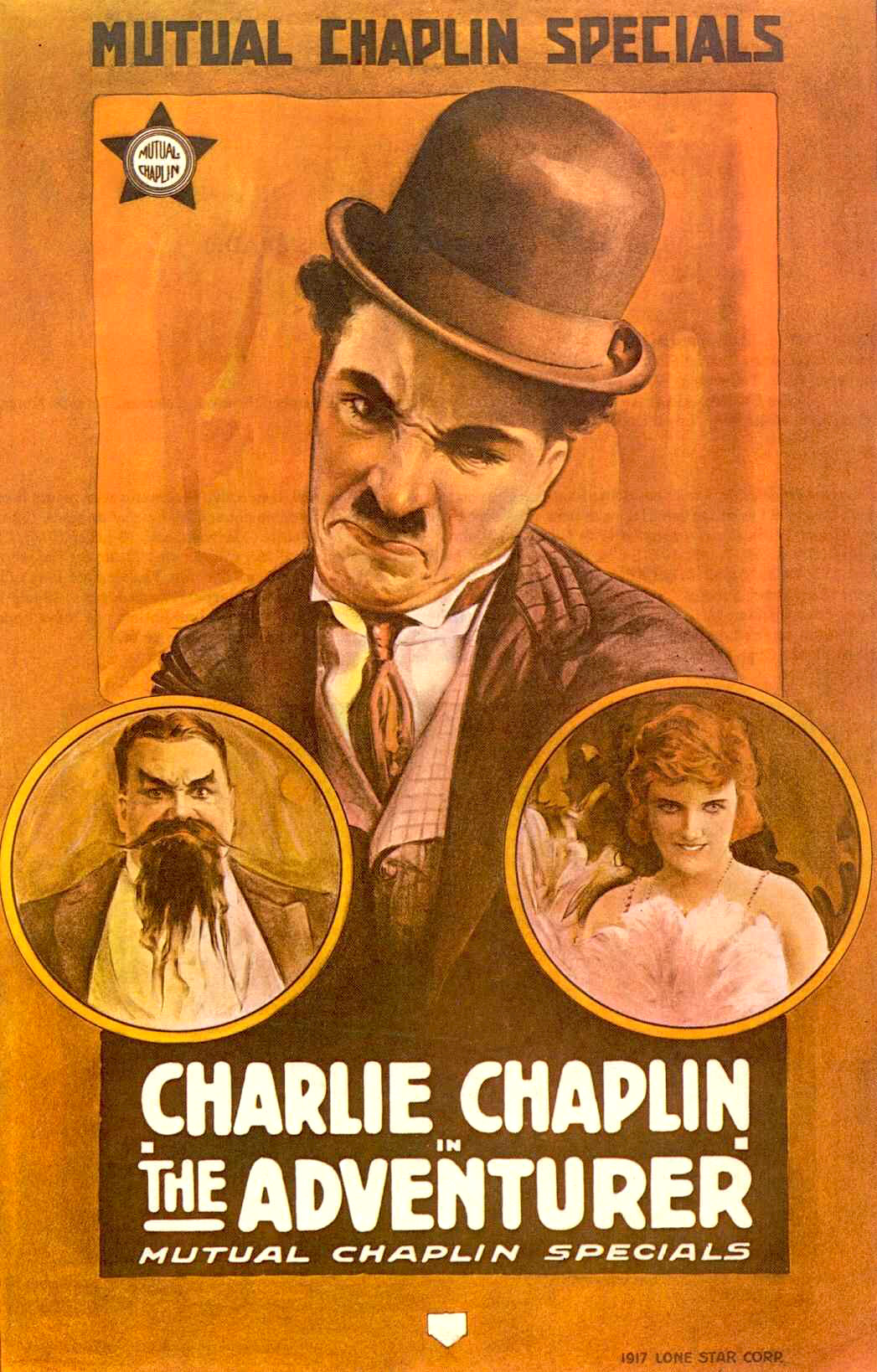
The Adventurer – Charlie Chaplin rövidfilmjének plakátja

- Bemutatkozik a Technicolor, a Kinemacolor utáni színesfilm-eljárás. Az első film ami Technicolor eljárással készült, a The Gulf Between volt.

- április 17.  – Charles Chaplin megköti az első milliós szerződést a First Nationallel. Ő lesz a legjobban fizetett filmsztár.
- Feloszlatják a Motion Picture Patents Companyt a Sherman-féle trösztellenes törvény alapján.
- A Triangle beleolvad a Paramount Picturesbe
- december 18. – A német filmgyártók létrehozzák az UFA-t, az Universal Film AG-t. Az Ufa titkos célja a német politika propagandisztikus támogatása.

## Sikerfilmek
Kleopátra

## Filmbemutatók
- The Adventurer – egy Charlie Chaplin rövidfilm.
- Bucking Broadway – rendező John Ford.
- The Butcher Boy – egy 'Fatty' Arbuckle és Buster Keaton rövidfilm.
- Camile – főszereplő Theda Bara
- Cleopatra – főszereplő Theda Bara
- Coney Island – egy 'Fatty' Arbuckle és Buster Keaton rövidfilm
- The Cure – egy Charlie Chaplin rövidfilm.
- Easy Street – főszereplő Charlie Chaplin
- Great Expectations – főszereplő Jack Pickford
- His Wedding Night – egy 'Fatty' Arbuckle / Buster Keaton rövidfilm.
- The Immigrant – főszereplő Charlie Chaplin
- Joan the Woman – főszereplő Geraldine Farrar; rendező Cecil B. DeMille
- The Little American – főszereplő Mary Pickford; rendező Cecil B. DeMille.
- Oh Doctor! – egy 'Fatty' Arbuckle / Buster Keaton rövidfilm.
- The Poor Little Rich Girl – főszereplő Mary Pickford.
- A Reckless Romeo – egy 'Fatty' Arbuckle rövidfilm.
- The Rough House – egy 'Fatty' Arbuckle / Buster Keaton rövidfilm.
- Straight Shooting – rendező John Ford.
- Teddy at the Throttle, a Keystone komédia Gloria Swanson-al.
- Tom Sawyer – főszereplő Jack Pickford
- The Wild Girl – főszereplő Eva Tanguay és Tom Moore

## Magyar filmek
- ismeretlen rendező – A gazdag szegények
- ismeretlen rendező – Magic
- Békeffi László – A föld rabjai
- Balogh Béla – Az obsitos, A vengerkák, A Toprini nász, A Pál utcai fiúk, A Koldusgróf
- Kertész Mihály – Tatárjárás, Zoárd mester, A Vörös Sámson, Az utolsó hajnal, Tavasz a télben, A szentjóbi erdő titka, A senki fia, A kuruzsló, Egy krajcár története, Halálcsengő, A Föld embere, Az Ezredes, A béke útja, Árendás zsidó
- Korda Sándor – Szent Péter esernyője, Harrison és Barrison, A gólyakalifa, Faun, Mágia,
- Deésy Alfréd – Az üzlettárs, A tűz, A Tryton, Siófoki történet, A Régiséggyűjtő, Roszkolnikov, Radmirov Katalin, Nászdal, A nagyúr, Mici-maca, Leoni Leó, A kis Gézengúz, A hadikölcsön, Az Ezresbankó, Az estélyi ruha
- Garas Márton – Küzdelem a múlttal, A Hyeroglyphák titka, Három hét, A gyanú
- Góth Sándor – Az anyaszív
- Janovics Jenő – A vasgyáros, Az utolsó éjszaka, A tanítónő, A csaplárosné, Ciklámen
- Lázár Lajos – Dollárnéni
- Hintner Cornelius – Az ősember
- Fekete Mihály – A vén bakancsos és a fia a Huszár, A vágy

## Rövidfilm-sorozatok
- Harold Lloyd (1913–1921)
- Charlie Chaplin (1914–1923
- Buster Keaton (1917–1941)

## Születések
- január 2. – Vera Zorina, táncos, színésznő († 2003)
- január 10. – Hilde Krahl, színésznő († 1999)
- január 24. – Ernest Borgnine, színész († 2012)
- február 6. – Gábor Zsazsa, színésznő († 2016)
- február 21. – Lucille Bremer, színésznő († 1996)
- március 12. – Googie Withers, színésznő († 2011)
- március 22. – Virginia Grey, színésznő († 2004)
- április 14. – Valerie Hobson, színésznő († 1998)
- május 1. – Danielle Darrieux, színésznő
- május 1. – Serge Silberman, francia producer († 2003)
- május 10. – Margo, színésznő († 1985)
- május 21. – Raymond Burr, színész († 1993)
- május 25. – Steve Cochran, színész († 1965)
- június 6. – Maria Montez, színésznő († 1951)
- június 7. – Dean Martin, énekes, színész († 1995)
- június 30. – Lena Horne, énekes, színésznő († 2010)
- július 17. – Phyllis Diller, komédiás, színésznő († 2012)
- augusztus 6. – Robert Mitchum, színész († 1997)
- augusztus 25. – Mel Ferrer, színész († 2008)
- szeptember 11. – Herbert Lom, színész († 2012)
- október 7. – June Allyson, színésznő († 2006)
- október 7. – Helmut Dantine, színész († 1982)
- október 15. – Fábri Zoltán filmrendező († 1994)
- október 17. – Alice Pearce, színésznő († 1966)
- október 17. – Marsha Hunt, színésznő († 2022)
- október 22. – Joan Fontaine, színésznő († 2013)
- november 4. – Virginia Field, színésznő († 1992)
- december 7. – Hurd Hatfield, színész († 1998)
- december 22. – Frankie Darro, színész († 1976)

## Halálozások
- október 13. – Florence La Badie, színésznő